# Маклок (Смоленская область)
Маклок — деревня в Велижском районе Смоленской области России. Входит в состав Ситьковского сельского поселения. Население — 11 жителей (2007 год). 
Расположена в северо-западной части области в 12 км к северо-востоку от Велижа, в 14 км севернее автодороги Р133 Смоленск — Невель, на берегу Чёрной речки. В 82 км южнее деревни расположена железнодорожная станция Рудня на линии Смоленск — Витебск. 

## История
На кладбище Маклокской церкви находится захоронение Георгиевского кавалера, героя Наполеоновских войн, генерал-майора и могилёвского губернатора барона Фёдора Ивановича Меллер-Закомельского.
Близ села находится церковь 2-й половины восемнадцатого века. Памятник архитектуры с чертами перехода от барокко к классицизму. На потолке храма — масляная живопись с изображением новозаветной Троицы.
В годы Великой Отечественной войны деревня была оккупирована гитлеровскими войсками в июле 1941 года, освобождена в сентябре 1943 года.